# Resolution 1742 des UN-Sicherheitsrates
Die Resolution 1742 des UN-Sicherheitsrates ist eine Resolution zur Situation in der Demokratischen Republik Kongo, die der Sicherheitsrat der Vereinten Nationen am 15. Februar 2007 auf seiner 5630. Sitzung einstimmig angenommen hat.
Mit der Resolution verlängerte der Sicherheitsrat das Mandat von Mission de l’Organisation des Nations Unies en République Démocratique du Congo (MONUC), das am 15. Februar 2007 ausgelaufen wäre, für zwei Monate bis zum 15. April 2007.
Der Sicherheitsrat hatte bei seiner Entscheidung alle relevanten Resolutionen zugrunde gelegt und auf den Brief des ständigen Vertreters der Demokratischen Republik Kongo bei den Vereinten Nationen (Dokument S/2007/17). Er hält die Situation in dem Staat nach wie vor für eine Gefahr für den internationalen Frieden und die Sicherheit in der Region.
Unter Kapitel VII der Charta der Vereinten Nationen verlängerte der Sicherheitsrat das Mandat von MONUC, wie es in den Resolutionen 1565 (2004), 1592 (2005), 1596 (2005), 1621 (2005), 1635 (2005) und 1736 (2006) festgelegt worden war.
Gleichzeitig forderte der Sicherheitsrat den Generalsekretär der Vereinten Nationen auf, spätestens am 15. März dem Sicherheitsrat einen Bericht über seine Konsultationen mit der Regierung der Demokratischen Republik Kongo zu erstatten und Vorschläge über die weitere Gestaltung der MONUC-Mission zu machen.